# Råslätt
Råslätt är en stadsdel i södra Jönköping, byggd i slutet av 1960-talet och början av 1970-talet, som en del av miljonprogrammet. Bygget inleddes i juli 1966, och stod klart i oktober 1972.

## Historik
Stadsdelen består av två bostadsområden åtskilda av ett centrum med skolor och butiker. Det dryga 30-talet bostadshus är 6–8 våningar höga och har i regel 4-5 trappuppgångar per hus (skivhus). Arkitekt var Lars Stalin.
Bostadshusens fasader var ursprungligen betonggrå, men vid en upprustning i slutet av 1980-talet målades fasaderna i kraftigare färger och mönster. Periodvis har området varit drabbat av sociala problem men många insatser har också haft positiva effekter. Under 1990-talet har vissa hus byggts om till servicehus och studentlägenheter. En av de två kvartersgårdar som byggdes i anslutning till bostadsområdena fungerar idag som moské. Nuförtiden, eftersom Jönköping har en högskola, fungerar delar av Råslätt som studentboende till framför allt högskolans utbytesstudenter. I centrum finns också Råslätts kyrka från 1974, ritad av Per Rudenstam. Butikerna, skolorna och vårdinrättningarna i Råslätts centrum betjänar inte bara själva bostadsområdet utan också de omkringliggande villaområdena. Affärscentrum ritades av Lars Stalin, samma arkitekt som gjorde bostadsområdena.
På egendomen Råslätts gård fanns under några decennier i slutet av 1800-talet en skogvaktarskola där man arbetade med att ta fram fröer för alla svenska trädslag. Många av arterna i detta trädbestånd finns fortfarande kvar i områdets nordvästra del.

## Skolor
Råslättsskolan är den ena skolan på Råslätt. Den är till för elever i årskurs 1–6. Eleverna här kommer nästan uteslutande från Råslätt och Grästorp.
Stadsgårdsskolan är en annan skola belägen i Råslätt, som har cirka 360 elever i årskurs 7–9. Eleverna kommer dels från Råslätt och dels från Barnarp och Grästorp, som ligger i närheten. Stadsgårdsskolan öppnades 1972.
Dessutom finns det ett tio-tal förskolor  på Råslätt.

## Kriminalitet
Råslätt klassas sedan 2015 av Polisen som ett utsatt område, vilket definieras som "ett geografiskt avgränsat område som karaktäriseras av en låg socioekonomisk status där de kriminella har en inverkan på lokalsamhället"

## Kollektivtrafik

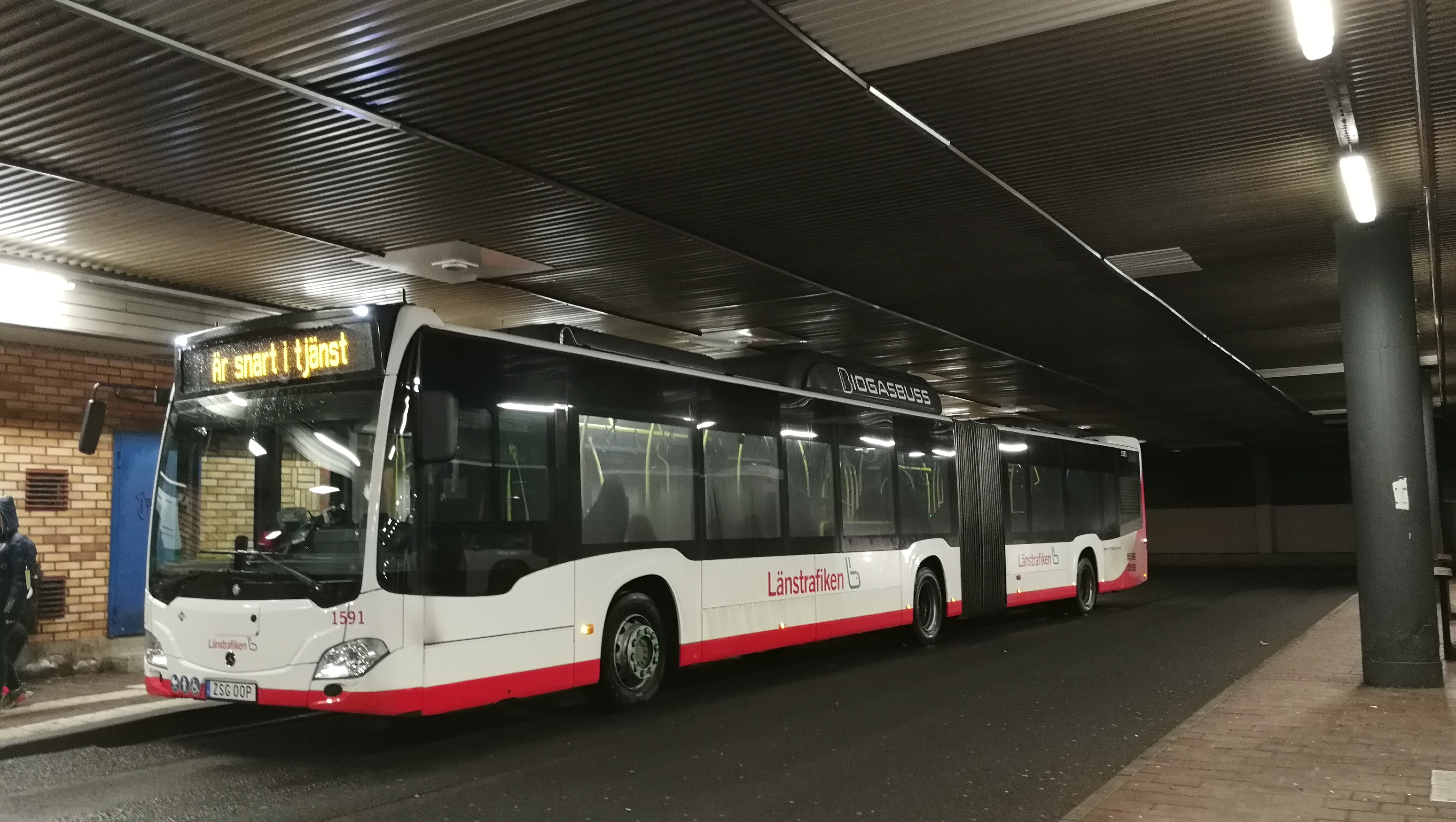
Stadsbuss vid hållplatsläget under Råslätts Centrum

Ett nytt resecentrum färdigställdes under 2021 på parkeringen framför centrumbyggnaden. I samband med detta slutade bussarna att stanna vid hållplatslägen i parkeringsgaraget under centrumbyggnaden. 
| Linjenummer | Linjesträckning                                                           |
| ----------- | ------------------------------------------------------------------------- |
| 1           | Råslätt-Centrum-Elmia-Österängen-Huskvarna centrum                        |
| 3           | Råslätt-Ljungarum-Ryhov-Centrum-Tokarp                                    |
| 24          | Centrum-Råslätt-Barnarp-Torsvik-Hyltena                                   |
| 27          | (Månsarp)-Taberg-Norrahammar-Råslätt-Ljungarum-Centrum-Mariebo-Skänkeberg |